# Gujana na Mistrzostwach Świata w Lekkoatletyce 2013
Gujana na Mistrzostwach Świata w Lekkoatletyce 2013 – reprezentacja Gujany podczas czempionatu w Moskwie liczyła 3 zawodników.

## Występy reprezentantów Gujany

### Mężczyźni
| Konkurencja   | Zawodnik       | Runda 1  | Runda 1 | Półfinał | Półfinał | Finał    | Finał   |
| Konkurencja   | Zawodnik       | Rezultat | Pozycja | Rezultat | Pozycja  | Rezultat | Pozycja |
| ------------- | -------------- | -------- | ------- | -------- | -------- | -------- | ------- |
| Bieg na 100 m | Adam Harris    | 10,30    | 31.     | NQ       | NQ       | NQ       | NQ      |
| Bieg na 200 m | Winston George | 20,88    | 30.     | NQ       | NQ       | NQ       | NQ      |

### Kobiety
| Konkurencja   | Zawodnik      | Runda 1  | Runda 1 | Półfinał | Półfinał | Finał    | Finał   |
| Konkurencja   | Zawodnik      | Rezultat | Pozycja | Rezultat | Pozycja  | Rezultat | Pozycja |
| ------------- | ------------- | -------- | ------- | -------- | -------- | -------- | ------- |
| Bieg na 400 m | Kadecia Baird | 53,73    | 31.     | NQ       | NQ       | NQ       | NQ      |